# Portrait d'homme anonyme
Portrait d'homme anonyme est un tableau du peintre français Jean-François Millet réalisé vers 1845. Cette huile sur toile est le portrait en buste d'un jeune homme moustachu regardant le spectateur la tête tournée vers sa droite, le modèle pouvant être Eugène Delacroix, d'où le titre alternatif de Portrait de Delacroix. Depuis son legs par Paul Jamot en 1939, l'œuvre fait partie des collections du musée des Beaux-Arts de Reims, à Reims. Elle y a fait l'objet d'un vol le 13 décembre 2004 mais elle a été retrouvée abandonnée dans la basilique Saint-Remi lors des Journées européennes du patrimoine l'année suivante.